# Għargħur
Għargħur (officiële naam Ħal Għargħur; ook wel Il-Għargħur genoemd, uitspraak: aroer) is een van de kleinste en oudste plaatsen van Malta. Het is gelegen boven op een heuvel in het noordoosten van het eiland Malta en is tevens een zelfstandige gemeente. Għargħur heeft een inwoneraantal van 2.389 (november 2005).
De plaatsnaam wordt ongeveer uitgesproken als ar-oer omdat 'għ' in het Maltees niet wordt uitgesproken. De naam is volgens sommigen afkomstig van de Italiaanse naam 'Gregorio'; in de 15de eeuw werd de plaats "Casal Gregorio" genoemd. Een tweede theorie over de afkomst van de plaatsnaam is dat deze van de Għargħar zou komen, hetgeen de nationale boom van Malta is. In het noordoosten van Malta zijn nog twee plaatsen naar deze boom genoemd, namelijk San Ġwann tal-Għargħar en Il-Ħotba ta' l-Għargħar.
Er bestaan geschriften uit 1419 waarin al wordt gesproken over de plaats Għargħur. Tijdens de hoge middeleeuwen had de plaats zwaar te lijden onder aanvallen van piraten. Men leefde er van het boerenbestaan, waarbij een gebrek bestondaan vruchtbare grond en schoon water.
De kerk van Għargħur, die oorspronkelijk werd gebouwd tussen 1610 en 1638, is gewijd aan de apostel Bartolomeüs. Hoewel het interieur is gebouwd volgens de Dorische orde, heeft de kerk een voorzijde in barokstijl. Deze barok-voorzijde werd gebouwd in 1743 nadat de oorspronkelijke gevel werd gesloopt. In de kerk bevindt zich een houten beeld dat rond 1666 werd gemaakt in Rome. Het werd naar Għargħur vervoerd in 1772en gerestaureerd in 1912 en 2005. Dit beeld is het op een na zwaarste van de Maltese eilanden dat tijdens de jaarlijkse festa wordt rondgedragen in een processie. Dit dorpsfeest van Għargħur ter ere van beschermheilige Bartolomeüs vindt plaats op de laatste zondag van augustus, of op 24 augustus indien deze datum op een zondag valt.